# Heimskringla (Band)
Heimskringla ist eine seit 2015 aktive Funeral-Doom-Band.

## Geschichte
Das anonyme Projekt Heimskringla wurde vermeintlich von einer, sich Niðagrísur nennenden Person gegründet. Dem Webzine iye zine zufolge ist das Projekt in den Vereinigten Staaten beheimatet. Auf der offiziellen Facebook-Präsenz des Projektes wird Antarktika als Heimartort angegeben. Im Jahr 2015 erschien das Debütalbum Vikingløypa über Silent Time Noise. Riccardo Veronese lobte das Album auf den Bandnamen bezugnehmend für Doom-Metal.com als erfolgreiche Leistung und eine „nordische Sage“ die seine „Aufmerksamkeit erregt“ habe. Weitere Rezensionen blieben allerdings ebenso aus, wie nachkommende Tonträgerveröffentlichungen. Heimskringla unterhält jedoch einen Youtube-Kanal und eine Facebook-Seite, auf denen gelegentlich neue Musik weitere Veröffentlichungen ankündigend präsentiert wurde.

## Stil
Die Musik von Heimskringla wird als „langer, epischer schwungvoller, atmosphärischer und melodischer Funeral Doom“ beschrieben. Die Stücke seien „oft spärlich instrumentiert“. Atmosphärisch sei Heimskringla laut Veronese mit Shape of Despair und Ea zu vergleichen. Auch das italienische Webzine In Your Eyes Zine verweist auf Shape of Despair und Ea, von deren Alben sich die „achtzig Minuten guter Musik“ kaum unterscheidet. Insbesondere dem guten melodischen Gespür Niðagrisurs sei es zu verdanken, dass die Musik dennoch zu überzeugen wüsste.

## Diskografie
- 2015: Vikingløypa (Album, Silent Time Noise/Outer Line)